# إلينا غوميث سيرفيرا
إلينا غوميز سيرفيرا (بالإسبانية: Elena Gómez Servera، ولدت في 14 نوفمبر 1985، ماناكور، جزر البليار، إسبانيا) لاعبة جمباز فني إسبانية.
حصلت على الميدالية الذهبية في بطولة العالم للجمباز الفني عام 2002.

## إنجازاتها

### بطولة العالم للجمباز الفني
- 2002 دبرسن  المجر:  ميدالية ذهبية في جهاز الحركات الأرضية (Floor exercise).
- 2003 أنهايم  الولايات المتحدة:  ميدالية برونزية في جهاز الحركات الأرضية (Floor exercise).

### بطولة أوروبا للجمباز الفني
- 2004 أمستردام  هولندا:  ميدالية فضية في جهاز الحركات الأرضية (Floor exercise).

## روابط خارجية
- إلينا غوميث سيرفيرا على موقع الاتحاد الدولي للجمباز (licence) (الإنجليزية)
- إلينا غوميث سيرفيرا على موقع الاتحاد الدولي للجمباز (biography) (الإنجليزية)
- إلينا غوميث سيرفيرا على موقع اللجنة الأولمبية الدولية (الإنجليزية)
- إلينا غوميث سيرفيرا على موقع أوليمبيديا (الإنجليزية)